# Instytut Polski w Sankt Petersburgu
Instytut Polski w Sankt Petersburgu (ros. Польский институт в Санкт-Петербурге) – polska placówka kulturalna w Petersburgu podlegająca Ministerstwu Spraw Zagranicznych RP istniejąca w latach 2000–2025. Instytut prowadził działania w zakresie dyplomacji publicznej i kulturalnej, zajmuje się głównie promocją kultury, nauki i sztuki polskiej w Rosji. Obszar działalności placówki pokrywał się z okręgiem konsularnym Konsulatu Generalnego RP w Sankt Petersburgu.

## Dyrektorzy
- 2000–2005 – Hieronim Grala[2]
- 2006–2013 – Cezary Karpiński
- 2013–2017 – Natalia Bryżko-Zapór
- 2018–2022 – Ewa Ziółkowska
- 2022–2025 – Joanna Ślubowska, p.o.[3]